# The Devil's Claim
The Devil's Claim er en amerikansk stumfilm fra 1920 af Charles Swickard.

## Medvirkende
- Sessue Hayakawa som Akbar Khan/Hassan
- Rhea Mitchell som Virginia Crosby
- Colleen Moore som Indora
- William Buckley som Spencer Wellington
- Sidney Payne som Kemal
- Joe Wray som Salim